# 深海擬野鱸
深海擬野鱸（学名：Bathysphyraenops simplex），又名黑大面側仔，为輻鰭魚綱鱸形目鱸亞目尖棘鯛科深海擬野鱸屬下的一个种，為熱帶海水魚，深度100-500公尺，分布於全球三大洋海域，體長可達9公分，棲息在底中層水域，生活習性不明。
其种加词“simplex ”意为“简单、单一的”。